# Cratere Daly (Marte)
Daly  è un cratere sulla superficie di Marte.
Il cratere è dedicato al geologo canadese Reginald Aldworth Daly.